# ドリンクバー凡人会議
ドリンクバー凡人会議（どりんくばーぼんじんかいぎ）は2012年4月6日から2017年9月30日までRKB毎日放送（RKBラジオ）で放送されていた音楽トーク番組である。通称凡人会議。

## 番組概要
福岡周辺にまつわる音楽やサブカルチャー等について語るピクニック系井戸端会議番組である。
もともとはA-LIVEの金曜分としてスタートしたが、同枠の廃止に伴い独立。

## 放送時間
- 土曜日 28:00〜29:00（JST。2013年4月〜2015年3月、2015年10月〜2017年9月）

### 過去の放送時間
- 金曜日 21:00〜23:20（JST。2012年4月〜2013年3月）
- 土曜日 27:00〜28:00（JST。2015年4月〜2015年9月）

## 番組構成員
- なべちゃん（渡辺裕介） - 選曲家。 Cafe Apres-midiなどの選曲家としても活動。
- 松尾モータース (松尾宗能) - 元インスタントシトロンメンバー、PARKS RECORDSの店主。
- マネー野村 - 自称・放送作家。マネタイズ担当。
- えりかとあすか - QBC（九州ビジネスチャンネル）発のキャンペーンユニット『世界遺産登録推進レディ・MI6』メンバー。NEW TOWN REVUEが楽曲提供。

### 凡人ガールズ
- 1号 - いなだかがり先生
- 2号 - 林亜美
- 3号 - あやさ
- 4号 - まなみん
- 5号 - ちひろ
- 6号 - ちゃんたみ
- 7号 - あすぴょん

## 番組の周辺人物
- NEW TOWN REVUE - 凡人会議メンバー＋長瀬五郎（インスタントシトロン）、Nakakoh、よりともで構成される、ラジオと音楽のクリエィティブチーム。
- Especia - 大阪のローカルガールズグループ。
- 清水ひろみちゅ - みんながEspeciaのマネージャーだと思っている。福岡雑餉隈出身。
- シュティロン - Especiaの楽曲を手がける。キャナルシティホリック。
- hipS Ship - 井尻のローカルアイドル。Especiaのツアーにブッキングしたことを機会に親交を深める。松尾がレコーディング＆ミックスを担当した楽曲もある。
- 星野みちる  - 凡人会議を象徴するミューズ。彼女の非公式裏テーマ『俺たちの世代の竹内まりや』は凡人会議発祥。プロデュースチームの佐藤清喜とは、彼のユニットmicrostar以来の仲。
- サリー久保田 - ザ・ファントムギフトのベーシストにして、星野みちる専属VJ。
- VIVID韮澤 - 日本の老舗インディーレーベルVIVID SOUNDの若き志士にしてNEW TOWN REVUEを全国区へと導いたキーマン。元DJ。
- 963 - 自称久留米市発のご当地ラップデュオ。
- Negicco - アイドルユニット。凡人会議とは2012年にベスト盤を絶賛して以来、2年越しのラブコールが実り邂逅。その後、公式グッズ『圧倒的なカレー』で食コラボを果たす。
- 熊倉 - Negiccoマネージャー。
- にちか（鶴二慶） - MI6メンバー、元LinQ。凡人会議へ連れてこられた挙句、そのトーク力が「凡人ガールの枠を超えている」と言われた。
- カンバス - 松尾が育てたシティポップバンド。渋谷直角の漫画に頻出。
- 藤原さくら - 牛とマッチョに目がない。
- Stereo Japan - EDMを取り入れた女性アイドルグループ。
- いけまりえ - Stereo Japanマネージャー。
- 岩下和了 - 岩下食品社長。新生姜のCMの話をしていたところ、Twitter経由で番組出演にいたる。その実、ヴァン・ダイク・パークスからアイドルまでthe凡人会議と呼ぶにふさわしい音楽人。
- BE THE VOICE - 凡人会議ジングル制作を担当。
- Nakakoh - 偶然の邂逅とタイミングが重なり、凡人会議がその活動をバックアップすることに。
- ミズモトアキラ  - 編集者。松尾と若かりし時を共に過ごした。
- 冨田謙 - キーボーディスト。松尾と若かりし日を共にする。
- INO hidefumi - キーボーディスト。松尾と若かりし日を共にする。

## 企画・イベント
凡2B（ボントゥービー）
BOOK OFFの250円コーナーからディグった（発掘した）CDをかけて遊ぶ「高等音楽遊戯」。無価値のCDにトークでどれだけの価値を与えられるかが勝負の要。マネー野村曰く「ゴミからゴミを掘り出す作業」。
club山頭火
種田山頭火の提唱した自由律俳句を現代の俺たちの生活の中で詠んでいこうという遊び。Twitterに「#club山頭火」をつけて投稿する。
悪いロック
悪い風なロックを悪い風な言葉をはきながら、悪い風な格好（主にマスク）で楽しむ遊び。ロックDJイベント『JAPROCK』にて一部で流行するも決め台詞「悪いだろぉ!?」がスギちゃんにしか聞こえず終息。マネー野村と松尾は悪いロックDJ「ルーシー&ブラッドマリー」として活動。
O/F/F/会
凡2Bの盛り上がりを受けて、シュティロン、清水を招いて開催されたBOOK OFFパーティー。ゲストライブはEspeciaだった。
秋の行楽 ネギ祭り
2014年秋、番組スポンサー・マンジャの協力によって開催されたNegiccoによるピクニック系イベント。1時間のライブの後、観客も含め、特製ネギ弁当を食べながらのトークショーが開催された。『A（=アジ ト）』という流行語が生まれた。
鹿児島珍道中
串木野まぐろフェスに呼ばれたことをきっかけに巻き起こった凡人会議初の遠征。鹿児島TSUBASAのクラブイベントへの乱入を始め、訪問地でのBOOK OFFディグが凡人会議にさらなるひらめきをもたらした。
Negipecia
Negiccoが初めて九州の地を踏むきっかけとなった凡人会議主催の伝説的イベント。当時、1stアルバムリリースを控えていたEspeciaの急激な成長も話題に。のちのコラボにもつながるイベントだった。